# رامون جوميز دى لا سيرنا
رامون جوميز دى لا سيرنا (بالإسبانية: Ramón Gómez de la Serna)‏ (3 يوليو 1888 في مدريد - 12 يناير 1963 في بوينس آيرس) كاتب وروائي إسباني.

## سيرته الشخصية
رامون غوميز دي لاسيرنا كاتب وأديب إسباني معروف بأسلوبه الناقد والساخر، في رصيده عدد من المسرحيات والروايات التي أغنت الأدب العالمي المعاصر، عاش في الأرجنتين هربًا من الحرب الأهلية الإسبانية أيام ديكتاتورية فرانكو، فقد كان أديبًا غزير الإنتاج ومن رواد المدرسة التعبيرية في الأدب والتي يطرح من خلالها الكاتب العديد من القضايا بطريقة نقدية ساخرة فيها الكثير من الرمزية والإسقاطات على واقع اجتماعي أو اقتصادي أو سياسي.
من أهم رواياته “”، و”الأرملة البيضاء والسوداء”، و”الرجل ذو القبعة الرمادية”.

## رواياته
- الطبيب غير المعقول.[8]
- الأرملة البيضاء والسوداء.
- الرجل ذو القبعة الرمادية.

## روابط خارجية
- رامون جوميز دي لا سيرنا – صور وتسجيلات صوتية ومرئية على ويكيميديا كومونز.
- رامون جوميز دي لا سيرنا معرف مخطط فريبيس للمعارف الحرة.
- رامون جوميز دي لا سيرنا معرف ملف المرجع للتحكم بالسلطة في WorldCat.
- رامون جوميز دي لا سيرنا معرف النظام الجامعي للتوثيق.
- رامون جوميز دي لا سيرنا معرف جران منشورات الموسوعة الكتالانية.
- 0001 2281 2681 رامون جوميز دي لا سيرنا المعرف المعياري الدولي للأسماء.
- رامون جوميز دي لا سيرنا سلطة جامعة برشلونة.
- رامون جوميز دي لا سيرنا ليبريس-مسار.
- رامون جوميز دي لا سيرنا مؤلف في ديالنيت.